# Дрізд сіроволий
Дрізд сіроволий(Turdus olivaceus) — вид горобцеподібних птахів родини дроздових (Turdidae). Поширений у Південній та Східній Африці.

## Поширення
Ареал виду простягається від високогір'я Еритреї, Ефіопії та Південного Судану до мису Доброї Надії. Середовищем проживання зазвичай були густі ліси, але вид, особливо в ПАР, чудово пристосувався до міських районів, парків і великих садів з великими деревами. Гніздиться в густому підліску листяних лісів у гірських або іноді низинних регіонах, однак він також часто зустрічається в бамбукових лісах і вологих низинних лісах уздовж річкових долин, на узліссях і галявинах, на вкритих вересом пагорбах, в на болотах і в чагарникових заростях.

## Підвиди
Виділяють шість підвидів:
- T. o. milanjensis Shelley, 1893 — південний Малаві та північний захід Мозамбіку;
- T. o. swynnertoni Bannerman, 1913 — схід Зімбабве та захід Мозамбіку;
- T. o. transvaalensis (Roberts, 1936) — північний схід ПАР;
- T. o. culminans Clancey, 1982 — схід ПАР;
- T. o. olivaceus Linnaeus, 1766 — південний захід ПАР;
- T. o. pondoensis Reichenow, 1917 — південний схід ПАР.

## Опис
У довжину досягає 24 см і важить до 110 г. Має темно-оливково-коричневу голову та верхню частину; дзьоб яскраво-жовтий або жовтувато-помаранчевий з темним кульменем. Криючі пера крил і хвіст чорно-бурі. Підборіддя і горло білі, з помітними темно-коричневими смугами; груди світло-коричневі, сірі або має тенденцію до світло-оливково-коричневого або жовтувато-помаранчевого кольору на животі та боках. Підхвістя білувате. Ноги жовто-коричневі або жовто-помаранчеві.